# Провинција Изумо
Изумо (јап. 出雲国) је једна од 66 историјских провинција Јапана, која је постојала од почетка 8. века (закон Таихо из 703. године) до Мејџи реформи у другој половини 19. века. Изумо се налазио на западном делу острва Хоншу, на обали Јапанског мора.
Царским декретом од 29. августа 1871. све постојеће провинције замењене су префектурама. Територија Изумоа одговара источном делу данашње префектуре Шимане.

## Географија
Изумо је на северу излазио на Јапанско море. На југу се граничио са провинцијом Бинго, на западу са провинцијом Ивами, а на истоку са провинцијом Хоки.